# Högen
Högen ist ein Ort mit circa 300 Einwohnern und ein Gemeindeteil von Weigendorf im Oberpfälzer Landkreis Amberg-Sulzbach in Bayern.

## Geologie und Geografie

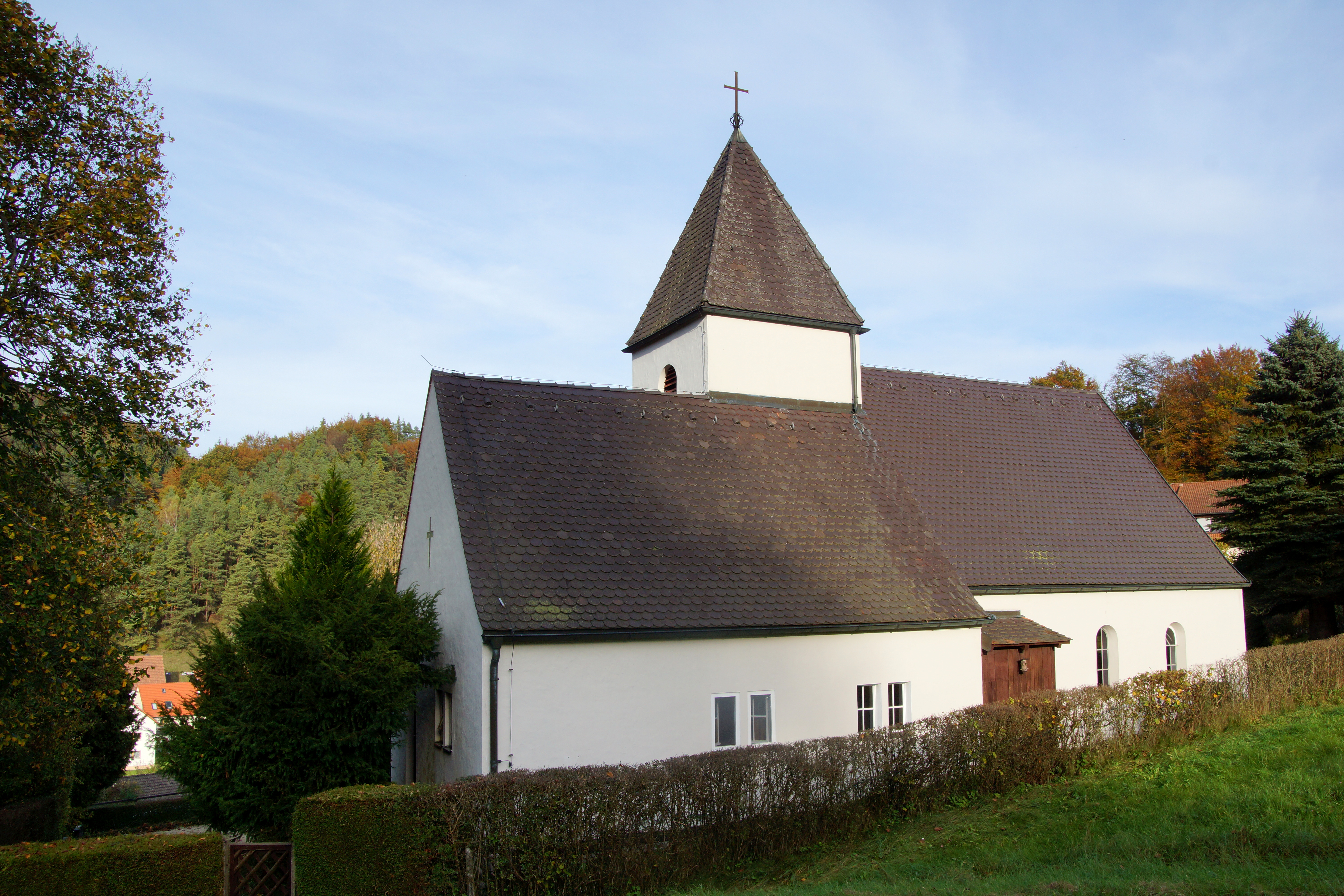
Kirche St. Johannes

Högen liegt im Tal des Högenbachs, der sich tief in das Juragebirge eingegraben und das enge Haintal geschaffen hat. Von Sunzendorf bis Högen ist der Högenbach ein Karstfluss, der nur bei größeren Niederschlagsmengen periodisch Wasser führt. Vier Karstquellen in Högen sind dafür verantwortlich, dass der Högenbach ab Högen ständig Wasser führt und von Högen bis Weigendorf sieben Wassermühlen angetrieben hat.

## Geschichte
Obwohl Högen heute verwaltungsmäßig Ortsteil der Gemeinde Weigendorf ist, ist es historisch von der Besiedlung her nicht von der Dreitälergemeinde Weigendorf her in das Högenbachtal hinein besiedelt worden. Högen ist erstmals urkundlich 1043 mit der Schenkung König Heinrich III. zusammen mit Wurmrausch und Fürnried erwähnt worden. Die Besiedlung Högens erfolgte vom Kloster Kastl unter Herrschaft der Salier in der ersten mittelalterlichen Kolonialisierungsphase ab dem 10./11. Jahrhundert. Die anderen größeren Ortsteile wie Weigendorf und Haunritz werden urkundlich erst im 14. Jahrhundert erwähnt. Zwischen Haunritz und Högen, die nur einen Kilometer voneinander entfernt liegen, treffen also besiedlungsgeschichtlich zwei Besiedlungsrichtungen aufeinander.

## Tourismus
Högen verfügt über das Landhotel Sternwirt und den „Dorfwirt“.

## Sehenswürdigkeiten
Siehe auch: Liste der Baudenkmäler in Weigendorf#Högen
- Kirche St. Johannes
- Schloss Högen